# Landkreis Pfaffenhofen an der Ilm

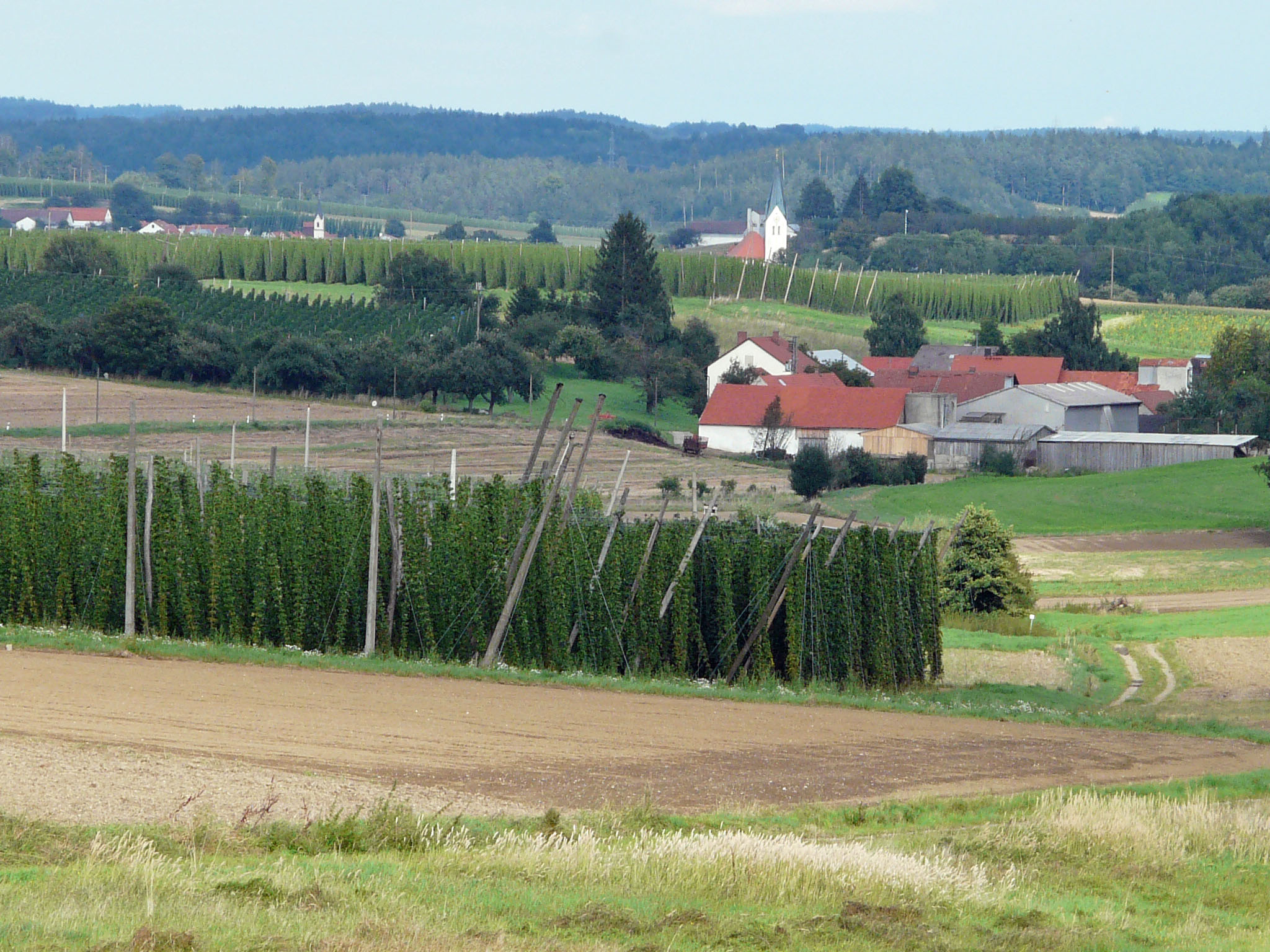
Die Hallertau bei Schweitenkirchen

Der Landkreis Pfaffenhofen an der Ilm, amtlich Landkreis Pfaffenhofen a.d.Ilm, liegt im Norden des bayerischen Regierungsbezirks Oberbayern, die Kreisstadt ist Pfaffenhofen a.d.Ilm. Seit der Neuordnung der Gebietsreform von 1971 bzw. 1972 hat der Landkreis noch 19 statt zuvor 78 Gemeinden.

## Geografie

### Geografische Lage
Der Landkreis Pfaffenhofen liegt in der Mitte Bayerns, im Norden des Bezirks Oberbayern. Geografisch gehört das Kreisgebiet zum Großteil zur Hallertau, dem größten zusammenhängenden Hopfenanbaugebiet der Welt.
Den Landkreis durchfließen die Donau, die das nördliche Kreisgebiet von West nach Ost durchquert, sowie deren rechter Nebenfluss, die Paar, die unterhalb der Staustufe Vohburg in die Donau mündet, sowie die Ilm, die im niederbayerischen Nachbarlandkreis Kelheim in die Abens fließt.

### Nachbarkreise
Der Landkreis grenzt im Uhrzeigersinn im Nordwesten beginnend an die kreisfreie Stadt Ingolstadt und an die Landkreise Eichstätt, Kelheim, Freising, Dachau, Aichach-Friedberg und Neuburg-Schrobenhausen.

### Schutzgebiete
Im Landkreis gibt es vier Naturschutzgebiete, drei Landschaftsschutzgebiete, sechs FFH-Gebiete, 51 Naturdenkmäler (Stand: April 2021) und mindestens drei vom Bayerischen Landesamt für Umwelt ausgewiesene Geotope (Stand: März 2020).

## Geschichte

### Landgerichte
Das Gebiet des Landkreises Pfaffenhofen ist seit Jahrhunderten eng mit der bayerischen Geschichte verbunden. Hauptgrund dafür ist, dass der Ort Scheyern Stammsitz des ehemaligen Herrscherhauses der Wittelsbacher ist. Die Landgerichte Pfaffenhofen und Vohburg sowie das Pfleggericht Wolnzach bestanden bereits seit dem Mittelalter. 1803 wurde das sogenannte Landgericht älterer Ordnung in Pfaffenhofen errichtet. Es gehörte zum Isarkreis, der 1838 in Oberbayern umbenannt wurde.
1862 wurde das Landgericht Geisenfeld gebildet.

### Bezirksamt
Im Jahr 1862 wurden aus 26 Gemeinden des Landgerichts Pfaffenhofen und zwölf Gemeinden des benachbarten Landgerichts Ingolstadt das neue Landgericht Geisenfeld errichtet. Dieses bildete mit dem Landgericht Pfaffenhofen das Bezirksamt Pfaffenhofen an der Ilm.
Am 1. August 1927 trat das Bezirksamt Schrobenhausen die Gemeinde Volkersdorf an das Bezirksamt Pfaffenhofen ab.

### Landkreis

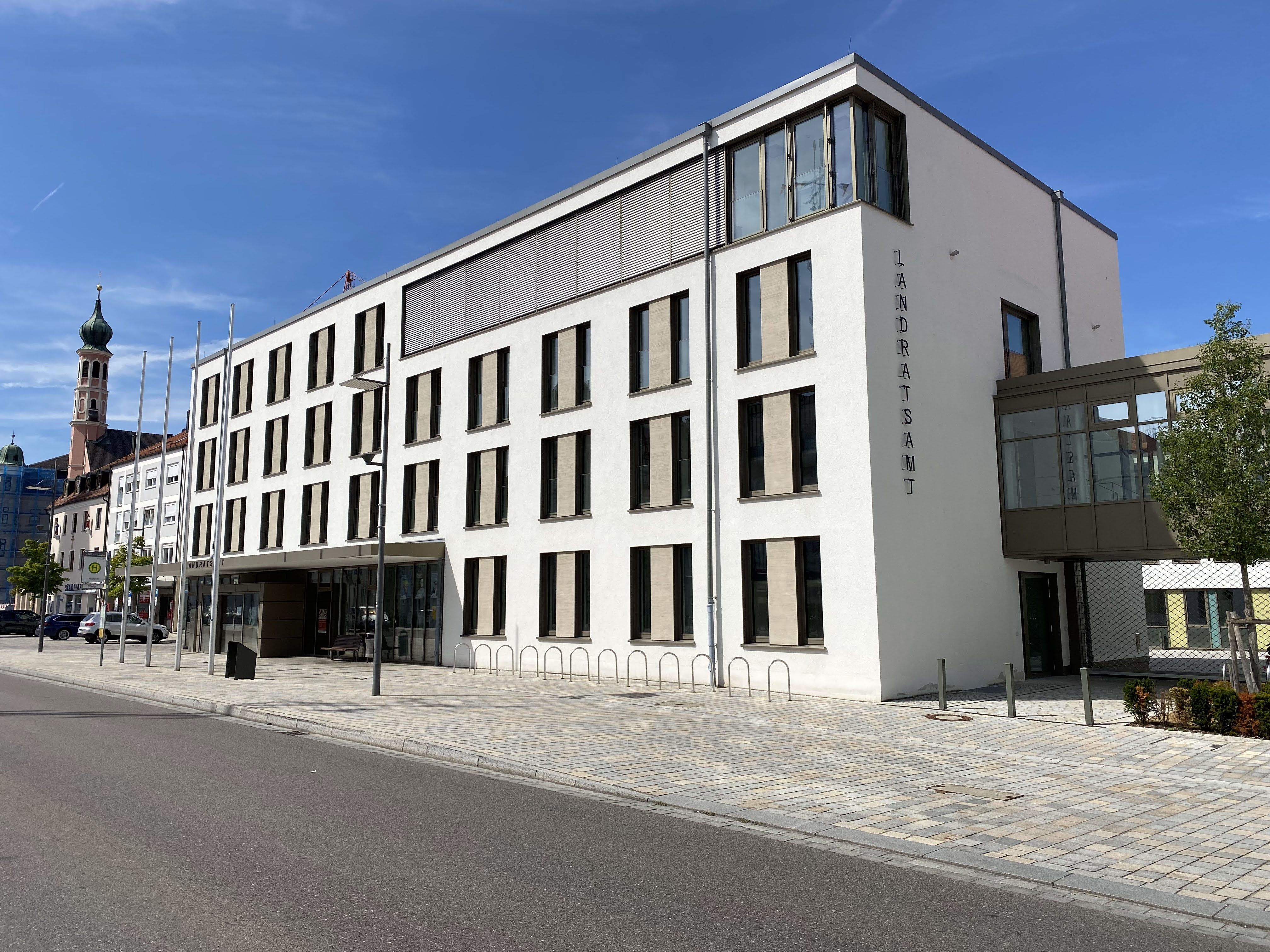
Landratsamt Pfaffenhofen an der Ilm

Am 1. Januar 1939 wurde im Deutschen Reich die einheitliche Bezeichnung Landkreis eingeführt. So wurde aus dem Bezirksamt der Landkreis Pfaffenhofen an der Ilm.
Am 1. Mai 1971 wurde die Gemeinde Gotteshofen des Landkreises Pfaffenhofen an der Ilm in den Landkreis Ingolstadt um- und gleichzeitig in die Gemeinde Reichertshofen eingegliedert.
Im Rahmen der Gebietsreform in Bayern wurde der Landkreis Pfaffenhofen an der Ilm am 1. Juli 1972 im Westen und Norden erweitert. Neu zum Landkreis kamen
- die Gemeinden Baar, Dünzing, Ebenhausen, Manching, Menning, Niederstimm, Oberhartheim, Oberstimm, Pichl und Reichertshofen aus dem aufgelösten Landkreis Ingolstadt
- die Gemeinde Larsbach und Teile der Gemeinde Rudertshausen aus dem aufgelösten Landkreis Mainburg sowie
- die Gemeinden Alberzell, Freinhausen, Gerolsbach, Hirschenhausen, Hohenwart, Klenau, Klosterberg, Koppenbach, Seibersdorf, Singenbach, Strobenried und Weichenried aus dem aufgelösten Landkreis Schrobenhausen.

Der Landkreis Pfaffenhofen an der Ilm gab seinerseits die Gemeinde Gaden bei Pförring an den Landkreis Eichstätt ab.

### Einwohnerentwicklung

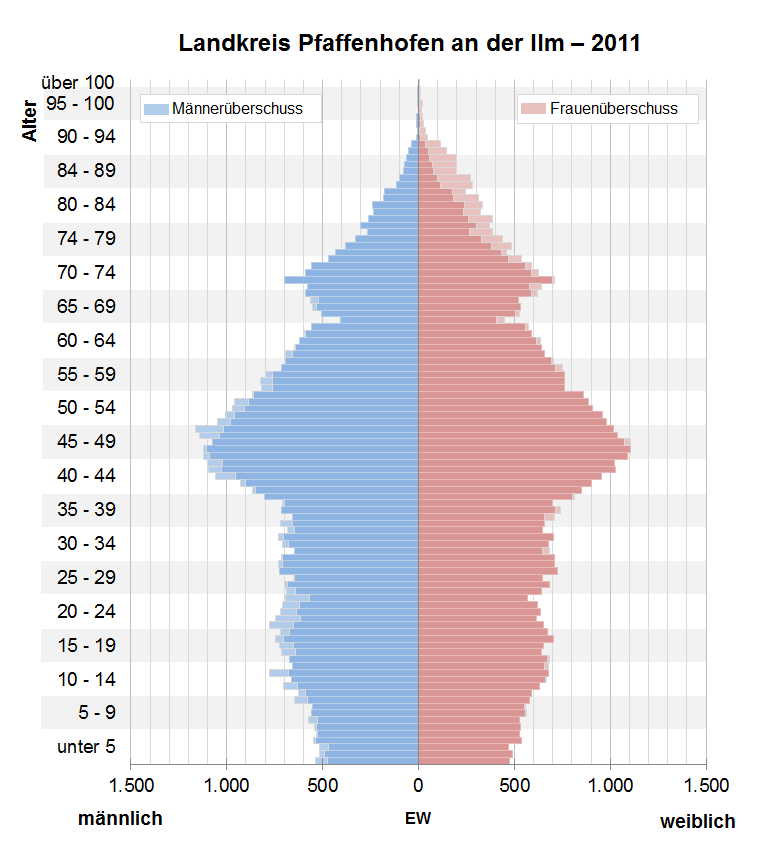
Bevölkerungspyramide für den Kreis Pfaffenhofen an der Ilm (Datenquelle: Zensus 2011)

Der Landkreis Pfaffenhofen an der Ilm gewann von 1988 bis 2008 über 26.000 Einwohner hinzu bzw. wuchs um ca. 29 %. Er verzeichnete im Großraum München-Ingolstadt auch seither weiteren Zuwachs.
Zwischen 1988 und 2018 wuchs der Landkreis von 90.460 auf 127.151 um 36.691 Einwohner bzw. um 40,6 %.
Die Einwohnerzahlen ab 1840 beziehen sich auf den Gebietsstand vom 25. Mai 1987.
| Jahr      | 1840   | 1871   | 1900   | 1925   | 1939   | 1950   | 1961   | 1970   | 1987   | 1991   | 1995    | 2000    | 2005    | 2010    | 2015    | 2020    |
| Einwohner | 34.248 | 40.202 | 45.904 | 51.359 | 54.609 | 72.373 | 67.537 | 76.564 | 88.449 | 98.010 | 105.453 | 111.669 | 115.809 | 117.371 | 124.128 | 129.128 |

### Partnergemeinden
Der Landkreis hatte bis 2020 die polnische Gemeinde Tarnów als Partnergemeinde. Da sich Tarnów 2019 zur „LGBT-freien Zone“ erklärte, wurde die Partnerschaft 2020 unterbrochen.

## Politik

### Kreistag
Das Ergebnis der Kommunalwahl am 15. März 2020 führt zu folgender Sitzverteilung im Kreistag des Landkreises Pfaffenhofen an der Ilm (mit Vergleichszahlen voriger Wahlen):
| Kreistagswahl 2020Wahlbeteiligung: 62,6 % (+2,6 %) %403020100 32,119,112,512,18,27,05,53,4n. k. CSUFWSPDGrüneBLeAfDÖDPFDPAULiGewinne und Verlusteim Vergleich zu 2014 %p 10 8 6 4 2 0 −2 −4 −6 −8−10−7,5+1,8−6,3+5,4+8,2+7,0+1,4−1,0−9,1CSUFWSPDGrüneBLAfDÖDPFDPAULAnmerkungen:e Bürgerliste Landkreis Pfaffenhofeni Aktive Unabhängige Liste | Sitzverteilung im Kreistag Pfaffenhofen a.d. Ilm seit 2020Insgesamt 60 Sitze - SPD: 8 - Grüne: 7 - ÖDP: 3 - BL: 5 - FDP: 2 - FW: 12 - CSU: 19 - AfD: 4 |

| Parteien und Wählergemeinschaften | Parteien und Wählergemeinschaften                           | 2020   | 2020   | 2014   | 2014   | 2008   | 2008   | 2002   | 2002   | 1996   | 1996   |
| Parteien und Wählergemeinschaften | Parteien und Wählergemeinschaften                           | %      | Sitze  | %      | Sitze  | %      | Sitze  | %      | Sitze  | %      | Sitze  |
| --------------------------------- | ----------------------------------------------------------- | ------ | ------ | ------ | ------ | ------ | ------ | ------ | ------ | ------ | ------ |
| CSU                               | Christlich-Soziale Union in Bayern                          | 32,1   | 19     | 39,6   | 24     | 41,1   | 25     | 49,9   | 31     | 47,4   | 30     |
| FW                                | Freie Wähler Bayern                                         | 19,1   | 12     | 17,3   | 10     | 20,7   | 13     | 0–     | 0–     | 0–     | 0–     |
| SPD                               | SPD Bayern                                                  | 12,5   | 08     | 18,8   | 11     | 15,2   | 09     | 18,4   | 11     | 20,3   | 12     |
| Grüne                             | Grüne Bayern                                                | 12,1   | 07     | 6,7    | 04     | 5,8    | 04     | 4,7    | 03     | 5,8    | 03     |
| BL                                | Bürgerliste Landkreis Pfaffenhofen                          | 8,2    | 05     | 0–     | 0–     | 0–     | 0–     | 0–     | 0–     | 0–     | 0–     |
| AfD                               | AfD Bayern                                                  | 7,0    | 04     | 0–     | 0–     | 0–     | 0–     | 0–     | 0–     | 0–     | 0–     |
| ÖDP                               | Ökologisch-Demokratische Partei                             | 5,5    | 03     | 4,1    | 03     | 4,1    | 02     | 4,3    | 02     | 3,9    | 02     |
| FDP                               | FDP Bayern                                                  | 3,4    | 02     | 4,4    | 03     | 5,9    | 03     | 4,8    | 02     | 0–     | 0–     |
| AUL                               | Aktive Unabhängige Liste                                    | 0–     | 0–     | 9,1    | 05     | 7,2    | 04     | 0–     | 0–     | 0–     | 0–     |
| FWG                               | Freie Wählergemeinschaft                                    | 0–     | 0–     | 0–     | 0–     | 0–     | 0–     | 18,0   | 11     | 18,9   | 11     |
| FDP/BS/FUW                        | FDP Bayern/Bayerische Staatspartei/Freie Unabhängige Wähler | 0–     | 0–     | 0–     | 0–     | 0–     | 0–     | 0–     | 0–     | 3,7    | 02     |
| gesamt                            | gesamt                                                      | 99,9   | 60     | 100,0  | 60     | 100,0  | 60     | 100,1  | 60     | 100,0  | 60     |
| Wahlbeteiligung                   | Wahlbeteiligung                                             | 62,6 % | 62,6 % | 60,0 % | 60,0 % | 65,0 % | 65,0 % | 68,0 % | 68,0 % | 71,8 % | 71,8 % |

### Bezirksamtmänner/-oberamtmänner (bis 1938), Landräte ab 1939
- 1918–1926: Max Mayer
- 1927–1933: Karl August Fischer
- 1933–1945: Wilhelm Werberger
- 1945–1946: Ernst Vetter (kommissarisch)
- 1946–1958: Franz Edler von Koch (CSU)
- 1958–1969: Hans Eisenmann (CSU)
- 1969–1996: Traugott Scherg (CSU)
- 1996–2008: Rudi Engelhard (CSU)
- 2008–2009: Josef Schäch (FW)
- 2009–2011: Anton Westner (CSU) (vertretungsweise)
- 2011–2020: Martin Wolf (CSU)[9]
- seit 2020: Albert Gürtner (Freie Wähler)[12]

Bei der Kommunalwahl vom 15. März 2020 kam es zu einer Stichwahl zwischen Martin Rohrmann (CSU) und Albert Gürtner (Freie Wähler), die letzterer mit 51,5 % für sich entschied.

### Wappen
| Wappen des Landkreises Pfaffenhofen an der Ilm | Blasonierung: „Gespalten; vorne die bayerischen Rauten, belegt mit einem doppelarmigen goldenen Kreuz; hinten in Gold eine durchgehende grüne Hopfenrebe mit Blatt und Dolde.“                                                                                      |
| Wappen des Landkreises Pfaffenhofen an der Ilm | Wappenbegründung: Die heraldisch rechte Hälfte des Landkreiswappens zeigt das Doppelkreuz der Monstranz des Klosters Scheyern über den weiß-blauen Rauten der Wittelsbacher. Auf der heraldisch linken Seite ist in Gold eine grüne Hopfenrebe mit Dolde und Blatt. |

## Wirtschaft und Infrastruktur
Im Norden des Landkreises ist in Vohburg und Münchsmünster die Mineralöl- und Petroindustrie angesiedelt: Agip, BP/Ruhroel und OMV betreiben hier gemeinschaftlich die Bayernoil-Raffinerien. Im Industriepark Münchsmünster sind unter anderem die Firmen LyondellBasell und Xervon ansässig. In Manching befindet sich ein Werk von Airbus, in dem der Prototyp des Eurofighters hergestellt wurde und nun die Serienproduktion aller deutschen Maschinen läuft. Airbus nutzt den Flugplatz der Wehrtechnischen Dienststelle 61 mit. Zahlreiche Zulieferer der Automobilindustrie haben ihren Standort wegen der Nähe zum Audi-Werk Ingolstadt im nördlichen Teil des Landkreises. In Geisenfeld ist die Firma Wolf Anlagentechnik, ein führender Hersteller von Oberflächen-, Luft- und Landtechnik ansässig. In der Kreisstadt Pfaffenhofen hat die Firma Hipp ihren Ursprung. Hipp produziert Bio-Babynahrung und ist der weltweit größte Verarbeiter von Rohstoffen aus organisch-biologischer Landwirtschaft. Der Arzneimittel-Hersteller Daiichi Sankyo Europe GmbH stellt in Pfaffenhofen Tabletten und Salben her. Des Weiteren fertigt Panasonic in einem Produktionsbetrieb in Pfaffenhofen Relais. Von Pfaffenhofen aus liefert Hecht Technologie Maschinen und komplette Anlagen für die schüttgutverarbeitende Industrie in die ganze Welt. Im südlichen Landkreis produziert und vertreibt LOWA Sportschuhe in Jetzendorf Ski-, Berg- und Sportschuhe.
Der Landkreis Pfaffenhofen an der Ilm ist 2019 nach einer Studie des Wirtschaftsmagazins Focus-Money die wirtschaftsstärkste Region Deutschlands.

### Bildungseinrichtungen
Der Landkreis und die Kommunen betreiben folgende Einrichtungen:
26 Grund- und Mittelschulen, 3 Realschulen (Geisenfeld, Manching und Pfaffenhofen), 2 Gymnasien (Pfaffenhofen und Wolnzach), Berufsschule, Berufsoberschule, Förderschule. Über 50 Kindergärten und Horte decken den Bedarf flächendeckend ab.

### Gesundheitswesen
Die Ilmtalklinik ist ein modernes Gesundheitszentrum in der Kreisstadt. 126 Fach- und Allgemeinärzte, 56 Zahnärzte und 27 Apotheken, 8 Alten- und Pflegeheime stellen die Gesundheitsversorgung im Landkreis sicher.

### Forschung
Im Wolnzacher Gemeindeteil Hüll betreiben die Gesellschaft für Hopfenforschung und der Freistaat Bayern das Hopfenforschungszentrum Hüll.

### Verkehr

#### Straßenverkehr
Der Landkreis ist durch die Autobahn A 9 München–Nürnberg–Berlin mit den Anschlussstellen Pfaffenhofen (66) und Langenbruck (64) sowie an der Rastanlage In der Holledau seit 1938 direkt an das deutsche Autobahnnetz angebunden. Seit 2016 können die Standstreifen der sechsstreifigen A 9 südlich des Dreiecks Holledau (65) in Spitzenzeiten als zusätzliche Fahrstreifen freigegeben werden. Es zweigt seit 1954 die vierstreifige A 93 über Regensburg nach Hof ab, die in Wolnzach (55) eine weitere direkte Ausfahrt in den Landkreis besitzt. Eine umstrittene Autobahnausfahrt Mittleres Ilmtal am Autobahndreieck wurde immer wieder diskutiert, aber bisher nicht realisiert.
In Nord-Süd-Richtung quert außerdem mit überregionaler Funktion die Bundesstraße B 13 im Abschnitt (Würzburg–) Ingolstadt–Pörnbach–Pfaffenhofen–Reichertshausen–Hohenkammer (–München–Lenggries). Sie kreuzt im nördlichen Landkreis bei Oberstimm höhenfrei mit der in Ost-West-Richtung verlaufenden B 16 (Roding–Regensburg–) Münchsmünster–Manching–Zuchering (–Füssen) und begegnet in Form eines parallel verlaufenden Abschnitts bei Pörnbach der B 300 Richtung Augsburg, die im Bereich Münchsmünster–Geisenfeld–Hohenwart durch den Landkreis verläuft. Ein Nadelöhr bildet hierbei die Straßenführung über den Stadtplatz in Geisenfeld. Durch den nördlichen Landkreis Pfaffenhofen verläuft die B 16a von Ingolstadt aus über Großmehring und Vohburg nach Münchsmünster und mündet dort in die B 16.
Als weitere wichtige regionale Verkehrsadern dienen folgende Staatsstraßen:
- St 2045 (Au i.d.Hallertau–) Schweitenkirchen–Pfaffenhofen–Euernbach (–Schrobenhausen–Meitingen)
- St 2048 Pörnbach–Freinhausen (–Weichering)
- St 2049 Langenbruck–Wolnzach–Oberempfenbach (–Mainburg–Arth)
- St 2084 (Freising–Allershausen–Paunzhausen–) Ilmmünster–Scheyern–Gerolsbach (–Kühbach)
- St 2232 Pfaffenhofen–Rohrbach–Geisenfeld–Vohburg (–Hexenagger)
- St 2233 Münchsmünster–Neustadt a.d.Donau (–Kelheim)
- St 2235 (Ingolstadt–) Manching–Geisenfeld–Oberempfenbach
- St 2337 Reichertshausen–Jetzendorf (–Hilgertshausen)
- St 2549 Rohrbach–Wolnzach

Zur überörtlichen Erschließung tragen zahlreiche Kreisstraßen bei.

#### Schienenverkehr
Den südlichen und mittleren Landkreis durchzieht die 1867 eröffnete Hauptbahn München–Ingolstadt. Sie wurde von den Königlich Bayerischen Staatseisenbahnen erbaut und 1892 zweigleisig ausgebaut. An der Station Wolnzach Bahnhof (heute: Rohrbach (Ilm)) zweigten zwei Lokalbahnen ab: ab 1894 die Hallertauer Lokalbahn Wolnzach Bahnhof–Wolnzach Markt samt der Verlängerung nach Mainburg 1895 sowie die ab 1906 nördlich abzweigende Stichstrecke Wolnzach Bahnhof–Geisenfeld. Die Personenbeförderung nach Geisenfeld wurde bereits 1953 auf Bahnbusse umgestellt, nach Mainburg 1969. An der Hauptbahnlinie wurden bis 1985 die Haltepunkte Walkersbach, Hög und Oberstimm aufgelassen. Ende der 1990er Jahre begann der Ausbau der Strecke für den internationalen Güter- und schnellen Fernverkehr. Dabei entfielen alle noch bestehenden höhengleichen Bahnübergänge. Den früheren Bahnhof Reichertshofen (Oberbay) ersetzt seit 2011 der in der Nähe neugebaute Bahnhof Baar-Ebenhausen. Seit 2006 werden die Bahnhöfe in Rohrbach (Ilm) und Pfaffenhofen (Ilm) vom München-Nürnberg-Express (RE 1) bedient, außerdem verkehren stündliche Regionalbahnen der Linie RB 16 München–Ingolstadt–Treuchtlingen (–Roth–Nürnberg), die zusätzlich in Baar-Ebenhausen, Reichertshausen (Ilm) und Paindorf halten. Am wenige Kilometer südlich des Landkreises gelegenen Bahnhof Petershausen (Oberbay) besteht Anschluss an das Netz der S-Bahn München (S 2). Alle Züge werden von DB Regio betrieben. Die Fahrzeit von Pfaffenhofen nach München Hbf beträgt mit dem Regional-Express 30 Minuten, nach Ingolstadt Hbf 20 Minuten und nach Nürnberg Hbf 70 Minuten.
Durch den nördlichen Landkreis verläuft die 1874 eröffnete eingleisige Donautalbahn. In Ernsgaden, Vohburg (im Ortsteil Rockolding) und Münchsmünster halten heute stündlich die von Agilis betriebenen Regionalbahnen der Linie RB 17 (Ulm–Donauwörth–) Ingolstadt–Regensburg (–Plattling). Der außerhalb des Orts liegende Bahnhof Manching wurde 1980 aufgelassen und ist heute nur noch Betriebsbahnhof.
Der nächste Fernbahnhof ist Ingolstadt Hbf mit annähernd stündlichen Halten der ICE-Linie München–Würzburg–Hannover–Hamburg (–Kiel/Lübeck). Einzelne ICE-Verbindungen bestehen auch Richtung Frankfurt am Main, Köln, Essen, Dortmund, über Erfurt nach Berlin sowie am Wochenende nach Garmisch-Partenkirchen.
Mit der Aufgabe des flächendeckenden Güterverkehrs wurden die Nebenbahnen und nahezu alle kleineren Verladeanlagen bis 1996 stillgelegt. Der Betrieb der Rollenden Landstraße Manching–Brennersee endete 2005. Noch in Betrieb sind die gelegentlich zur Getreideanlieferung für die Scheller-Mühle in Reisgang bediente Ortsgüteranlage im Bahnhof Pfaffenhofen (Ilm) sowie die Industrieanschlüsse der Firmen ARS Altmann in Wolnzach (Automobillogistik), Thyssen Dück in Baar-Ebenhausen (Schrott/Recycling), des Industrieparks Münchsmünster (Petrochemie) und der Bayernoil-Raffinerie in Vohburg. An den Bahnstrecken gelegene Gewerbegebiete in Rottmannshart, Ernsgaden, Rockolding, Ilmendorf, Reichertshofen, Bruckbach und Pfaffenhofen sind nicht an das Schienennetz angeschlossen.
Bis auf die 7,2 km lange Nebenbahn nach Wolnzach Markt sowie einige Bahnhofs- und Industriegleise sind alle Eisenbahnstrecken im Landkreis elektrifiziert.

#### Öffentlicher Nahverkehr
Der Landkreis ist seit 2018 Teil des Verkehrsverbunds Großraum Ingolstadt (VGI), der Bahnhof Münchsmünster an der nordöstlichen Landkreisgrenze ist seit 2021 in das Tarifgebiet des Regensburger Verkehrsverbunds (RVV) integriert. Geplant ist eine Einbindung des Streckenabschnitts Petershausen–Rohrbach in den Münchner Verkehrs- und Tarifverbund (MVV).
Innerhalb der Kreisstadt wird ein kostenfreies Stadtbusnetz mit montags bis freitags Stunden- oder Halbstundentakten angeboten.
Über das Angebot der Regionalzüge hinaus bestehen Busverbindungen mit Linien der Ingolstädter Verkehrsgesellschaft (INVG) von Ingolstadt in die Gemeindegebiete Vohburg, Manching, Geisenfeld, Baar-Ebenhausen und Reichertshofen. Manching, Ernsgaden, Vohburg und Münchsmünster liegen am Verlauf der Linie 6008 Ingolstadt–Regensburg der Regionalbus Ostbayern GmbH (RBO). In Jetzendorf, Gerolsbach, Schweitenkirchen und Sünzhausen tangieren mehrere Linien des Münchner Verkehrs- und Tarifverbunds (MVV) den südlichen Landkreis. Eine wichtige überörtliche Linie stellt auch die 9159 Petershausen–Schrobenhausen der Regionalbus Augsburg (RBA) dar. Ein Großteil des Regionalbusverkehrs basiert auf dem bis 1992 privatisierten Netz der Bahn- und Postbusse. Insbesondere längere Linien und Verbindungen in die benachbarten Landkreise Freising und Kelheim sowie die Direktverbindung München–Geisenfeld–Abensberg–Regensburg wurden eingestellt. Die heute oft auf einzelne Schülerfahrten ausgedünnten Fahrpläne sind nur wenig untereinander und mit den halbstündlichen Regionalzügen verknüpft. Vereinzelt wurden durch die Gemeinden Ruf- und Bürgerbusse eingerichtet. In einer deutschlandweiten Studie erreichte das stark fragmentierte und dünne ÖPNV-Angebot im Jahr 2019 Platz 392 von 401 Landkreisen.
Derzeit (Stand: Dezember 2020) wird eine Neukonzeption der Nahverkehrs untersucht und auf mehreren wichtigen Verkehrsachsen ein stündliches Busangebot angestrebt:

#### Flugverkehr
Mit dem Fliegerhorst Ingolstadt/Manching befindet sich im nördlichen Landkreis ein Militärflugplatz mit ziviler Mitnutzung durch Privat- und Charterflüge. Zudem betreibt der Luftsportverein Pfaffenhofen bei Königsfeld nordwestlich von Wolnzach das Segelfluggelände Hallertau.
Von der Kreisstadt Pfaffenhofen aus ist der internationale Flughafen München über die Autobahnen A 9 und A 92 in rund 42 km zu erreichen, auf direktem Weg über Freising in 36 km.
Schifffahrt
Der nächste Binnenhafen befindet sich in Kelheim am Main-Donau-Kanal und ist von der nordöstlichen Landkreisgrenze bei Münchsmünster 25 km entfernt.

## Tourismus
Seit mehr als zehn Jahren arbeiten die Landkreise Pfaffenhofen a.d.Ilm, Kelheim, Freising und Landshut in der touristischen Arbeitsgemeinschaft „Hopfenland Hallertau“ zusammen.
Ein großer Bereich ist der Gastronomie und Hotellerie gewidmet. Hier werden Basisleistungen angeboten, ohne die eine touristische Entwicklung in einer Region nicht möglich sind.
Jedes Jahr finden kulinarische Aktionswochen wie die Hopfenspargelwochen, die Spargelwochen, die Hopfenwochen und Wildwochen statt.
Eine Vielzahl von Sehenswürdigkeiten ist im Gebiet des Landkreises zu finden. Ein Glanzlicht darunter ist wohl das Kloster Scheyern, hervorgegangen aus der ehemaligen Stammburg der Grafen von Scheyern. Das Wahrzeichen von Pfaffenhofen an der Ilm ist die Stadtpfarrkirche, deren 78 m hoher, sich verjüngender Turm weit ins Land grüßt. Der Hauptplatz zählt zu den schönsten Stadtplätzen Oberbayerns. Südlich der Kreisstadt steht auf einem Hügel die imposante ehemalige Kollegiatstiftskirche St. Arsatius von Ilmmünster.
In einem weitläufigen englischen Park liegt das Wasserschloss Reichertshausen. Das Rohrbacher Schloss bildet mit der historischen Wehrkirche und der alten Tafernwirtschaft ein sehenswertes Ensemble. Auf einer Anhöhe über dem Ort dominiert die moderne Basilika Verklärung Christi auf dem Berge des Architekten Alexander von Branca. Jeweils zwei Kilometer von Rohrbach entfernt liegen die Wallfahrtskirchen Sankt Kastl und Lohwinden, Kleinode der Gotik und des Barock. Eine bauliche Besonderheit ist die Stadtpfarrkirche (ehemalige Klosterkirche) von Geisenfeld, deren Südturm im Stil der Renaissance auf das Doppelte erhöht wurde. Am Stadtbild von Vohburg an der Donau ist noch viel von der Vergangenheit als Herzogsstadt abzulesen. Wahrzeichen sind das Kleine Donautor und die Reste der Burg. Im ehemaligen Pflegerschloss auf dem Burgberg ist das Museum Vohburg beheimatet.
Auch das Deutsche Hopfenmuseum in Wolnzach und das Kelten-Römer-Museum in Manching machen den Landkreis zu einem beliebten Ausflugsziel.

## Auszeichnungen

### FOCUS-Landkreis-Ranking
Laut dem Magazin FOCUS, das 2015 ein Landkreis-Ranking aufgestellt hat, bietet der Landkreis Pfaffenhofen an der Ilm Unternehmen und Beschäftigten die besten Bedingungen in Deutschland. Der FOCUS verglich alle 402 Landkreise und Städte Deutschlands in den Kategorien Wachstum und Jobs, Firmengründungen, Produktivität und Standortkosten sowie Einkommen und Attraktivität. Der Landkreis schaffte es als einzige Region, in allen vier Bereichen gleichermaßen zu überzeugen.

## Gemeinden
(Einwohner am 31. Dezember 2024)
| Städte 1. Geisenfeld (11.563) 2. Pfaffenhofen an der Ilm (26.996) 3. Vohburg an der Donau (8891) Märkte 1. Hohenwart (4903) 2. Manching (13.042) 3. Reichertshofen (8126) 4. Wolnzach (11.623) Verwaltungsgemeinschaften 1. Geisenfeld mit den Mitgliedsgemeinden Ernsgaden und Geisenfeld (Stadt) 2. Ilmmünster mit den Mitgliedsgemeinden Hettenshausen und Ilmmünster 3. Reichertshofen mit den Mitgliedsgemeinden Pörnbach und Reichertshofen (Markt) | Weitere Gemeinden 1. Baar-Ebenhausen (5488) 2. Ernsgaden (1811) 3. Gerolsbach (3836) 4. Hettenshausen (2149) 5. Ilmmünster (2207) 6. Jetzendorf (3144) 7. Münchsmünster (3235) 8. Pörnbach (2209) 9. Reichertshausen (5188) 10. Rohrbach (5970) 11. Scheyern (4883) 12. Schweitenkirchen (5517) |  |

## Gemeinden vor der Gebietsreform 1971/78
Bis zur Gebietsreform 1971/78 hatte der Landkreis Pfaffenhofen a.d.Ilm 78 Gemeinden (siehe Liste unten).
Im Nordosten grenzte der Landkreis an den Landkreis Kelheim, im Osten an den Landkreis Mainburg, im Südosten an den Landkreis Freising, im Süden an den Landkreis Dachau, im Südwesten an die Landkreise Aichach und Schrobenhausen und im Nordwesten an den Landkreis Ingolstadt.
Die Gemeinden des Landkreises Pfaffenhofen a.d.Ilm vor der Gemeindereform in den 1970er-Jahren. (Die Gemeinden, die es heute noch gibt, sind fett geschrieben.)

Landkreis Pfaffenhofen an der Ilm, Gemeindegrenzenkarte von 1961

| frühere Gemeinde                                             | heutige Gemeinde                                                         | heutiger Landkreis             |
| ------------------------------------------------------------ | ------------------------------------------------------------------------ | ------------------------------ |
| Affalterbach                                                 | Pfaffenhofen a.d.Ilm                                                     | Landkreis Pfaffenhofen a.d.Ilm |
| Angkofen                                                     | Pfaffenhofen a.d.Ilm                                                     | Landkreis Pfaffenhofen a.d.Ilm |
| Aufham                                                       | Schweitenkirchen                                                         | Landkreis Pfaffenhofen a.d.Ilm |
| Burgstall                                                    | Wolnzach, Teile des Gemeindegebiets auch zu Rohrbach                     | Landkreis Pfaffenhofen a.d.Ilm |
| Dietersdorf (bis zum 31. Dezember 1883)                      | Schweitenkirchen                                                         | Landkreis Pfaffenhofen a.d.Ilm |
| Dürnzhausen                                                  | Schweitenkirchen                                                         | Landkreis Pfaffenhofen a.d.Ilm |
| Eberstetten                                                  | Pfaffenhofen a.d.Ilm, Teile des Gemeindegebiets auch zu Schweitenkirchen | Landkreis Pfaffenhofen a.d.Ilm |
| Ehrenberg                                                    | Pfaffenhofen a.d.Ilm                                                     | Landkreis Pfaffenhofen a.d.Ilm |
| Engelbrechtsmünster                                          | Geisenfeld                                                               | Landkreis Pfaffenhofen a.d.Ilm |
| Entrischenbrunn                                              | Hettenshausen                                                            | Landkreis Pfaffenhofen a.d.Ilm |
| Ernsgaden                                                    | Ernsgaden                                                                | Landkreis Pfaffenhofen a.d.Ilm |
| Eschelbach an der Ilm                                        | Wolnzach                                                                 | Landkreis Pfaffenhofen a.d.Ilm |
| Euernbach                                                    | Scheyern                                                                 | Landkreis Pfaffenhofen a.d.Ilm |
| Fahlenbach                                                   | Rohrbach                                                                 | Landkreis Pfaffenhofen a.d.Ilm |
| Förnbach                                                     | Pfaffenhofen a.d.Ilm                                                     | Landkreis Pfaffenhofen a.d.Ilm |
| Gaden bei Geisenfeld                                         | Geisenfeld                                                               | Landkreis Pfaffenhofen a.d.Ilm |
| Gaden bei Pförring                                           | Pförring                                                                 | Landkreis Eichstätt            |
| Gambach                                                      | Rohrbach                                                                 | Landkreis Pfaffenhofen a.d.Ilm |
| Gebrontshausen                                               | Wolnzach                                                                 | Landkreis Pfaffenhofen a.d.Ilm |
| Geisenfeld (seit 1952 Stadt)                                 | Geisenfeld                                                               | Landkreis Pfaffenhofen a.d.Ilm |
| Geisenfeldwinden                                             | Geisenfeld                                                               | Landkreis Pfaffenhofen a.d.Ilm |
| Geisenhausen                                                 | Schweitenkirchen                                                         | Landkreis Pfaffenhofen a.d.Ilm |
| Geroldshausen in der Hallertau                               | Wolnzach                                                                 | Landkreis Pfaffenhofen a.d.Ilm |
| Gosseltshausen                                               | Wolnzach                                                                 | Landkreis Pfaffenhofen a.d.Ilm |
| Gotteshofen                                                  | Reichertshofen                                                           | Landkreis Pfaffenhofen a.d.Ilm |
| Gundamsried                                                  | Pfaffenhofen a.d.Ilm                                                     | Landkreis Pfaffenhofen a.d.Ilm |
| Haimpertshofen                                               | Pfaffenhofen a.d.Ilm                                                     | Landkreis Pfaffenhofen a.d.Ilm |
| Hartacker                                                    | Vohburg a.d.Donau                                                        | Landkreis Pfaffenhofen a.d.Ilm |
| Haushausen                                                   | Wolnzach                                                                 | Landkreis Pfaffenhofen a.d.Ilm |
| Hettenshausen                                                | Hettenshausen                                                            | Landkreis Pfaffenhofen a.d.Ilm |
| Hög                                                          | Reichertshofen                                                           | Landkreis Pfaffenhofen a.d.Ilm |
| Ilmendorf                                                    | Geisenfeld                                                               | Landkreis Pfaffenhofen a.d.Ilm |
| Ilmmünster                                                   | Ilmmünster                                                               | Landkreis Pfaffenhofen a.d.Ilm |
| Ilmried                                                      | Ilmmünster                                                               | Landkreis Pfaffenhofen a.d.Ilm |
| Irsching                                                     | Vohburg a.d.Donau                                                        | Landkreis Pfaffenhofen a.d.Ilm |
| Jetzendorf                                                   | Jetzendorf                                                               | Landkreis Pfaffenhofen a.d.Ilm |
| Königsfeld                                                   | Wolnzach                                                                 | Landkreis Pfaffenhofen a.d.Ilm |
| Langenbruck                                                  | Reichertshofen                                                           | Landkreis Pfaffenhofen a.d.Ilm |
| Langwaid                                                     | Reichertshausen                                                          | Landkreis Pfaffenhofen a.d.Ilm |
| Mitterscheyern                                               | Scheyern                                                                 | Landkreis Pfaffenhofen a.d.Ilm |
| Münchsmünster                                                | Münchsmünster                                                            | Landkreis Pfaffenhofen a.d.Ilm |
| Niederlauterbach                                             | Wolnzach                                                                 | Landkreis Pfaffenhofen a.d.Ilm |
| Niederscheyern                                               | Pfaffenhofen a.d.Ilm                                                     | Landkreis Pfaffenhofen a.d.Ilm |
| Nötting                                                      | Geisenfeld                                                               | Landkreis Pfaffenhofen a.d.Ilm |
| Oberlauterbach                                               | Wolnzach                                                                 | Landkreis Pfaffenhofen a.d.Ilm |
| Paindorf                                                     | Reichertshausen                                                          | Landkreis Pfaffenhofen a.d.Ilm |
| Parleiten                                                    | Geisenfeld                                                               | Landkreis Pfaffenhofen a.d.Ilm |
| Pfaffenhofen an der Ilm (Stadt)                              | Pfaffenhofen a.d.Ilm                                                     | Landkreis Pfaffenhofen a.d.Ilm |
| Pischelsdorf                                                 | Reichertshausen                                                          | Landkreis Pfaffenhofen a.d.Ilm |
| Pörnbach                                                     | Pörnbach                                                                 | Landkreis Pfaffenhofen a.d.Ilm |
| Puch                                                         | Pörnbach                                                                 | Landkreis Pfaffenhofen a.d.Ilm |
| Raitbach                                                     | Pörnbach                                                                 | Landkreis Pfaffenhofen a.d.Ilm |
| Reichertshausen                                              | Reichertshausen                                                          | Landkreis Pfaffenhofen a.d.Ilm |
| Rockolding                                                   | Vohburg a.d.Donau                                                        | Landkreis Pfaffenhofen a.d.Ilm |
| Rohr                                                         | Rohrbach                                                                 | Landkreis Pfaffenhofen a.d.Ilm |
| Rohrbach                                                     | Rohrbach                                                                 | Landkreis Pfaffenhofen a.d.Ilm |
| Rottenegg                                                    | Geisenfeld                                                               | Landkreis Pfaffenhofen a.d.Ilm |
| Scheyern                                                     | Scheyern                                                                 | Landkreis Pfaffenhofen a.d.Ilm |
| Schillwitzried                                               | Geisenfeld                                                               | Landkreis Pfaffenhofen a.d.Ilm |
| Schweitenkirchen                                             | Schweitenkirchen                                                         | Landkreis Pfaffenhofen a.d.Ilm |
| Steinkirchen                                                 | Reichertshausen                                                          | Landkreis Pfaffenhofen a.d.Ilm |
| Sulzbach                                                     | Pfaffenhofen a.d.Ilm                                                     | Landkreis Pfaffenhofen a.d.Ilm |
| Sünzhausen                                                   | Schweitenkirchen                                                         | Landkreis Pfaffenhofen a.d.Ilm |
| Tegernbach                                                   | Pfaffenhofen a.d.Ilm                                                     | Landkreis Pfaffenhofen a.d.Ilm |
| Triefing                                                     | Scheyern, Teile des Gemeindegebiets auch zu Jetzendorf                   | Landkreis Pfaffenhofen a.d.Ilm |
| Untermettenbach                                              | Geisenfeld                                                               | Landkreis Pfaffenhofen a.d.Ilm |
| Unterpindhart                                                | Geisenfeld                                                               | Landkreis Pfaffenhofen a.d.Ilm |
| Uttenhofen                                                   | Pfaffenhofen a.d.Ilm                                                     | Landkreis Pfaffenhofen a.d.Ilm |
| Vieth                                                        | Scheyern                                                                 | Landkreis Pfaffenhofen a.d.Ilm |
| Vohburg an der Donau (seit 1952 Stadt)                       | Vohburg a.d.Donau                                                        | Landkreis Pfaffenhofen a.d.Ilm |
| Volkersdorf (gehörte bis 1927 zum Bezirksamt Schrobenhausen) | Jetzendorf                                                               | Landkreis Pfaffenhofen a.d.Ilm |
| Waal                                                         | Rohrbach                                                                 | Landkreis Pfaffenhofen a.d.Ilm |
| Walkersbach                                                  | Pfaffenhofen a.d.Ilm                                                     | Landkreis Pfaffenhofen a.d.Ilm |
| Westenhausen                                                 | Manching                                                                 | Landkreis Pfaffenhofen a.d.Ilm |
| Winden am Aign                                               | Reichertshofen                                                           | Landkreis Pfaffenhofen a.d.Ilm |
| Winden bei Scheyern                                          | Scheyern                                                                 | Landkreis Pfaffenhofen a.d.Ilm |
| Wöhr                                                         | Münchsmünster                                                            | Landkreis Pfaffenhofen a.d.Ilm |
| Wolnzach (Markt)                                             | Wolnzach                                                                 | Landkreis Pfaffenhofen a.d.Ilm |
| Zell                                                         | Geisenfeld                                                               | Landkreis Pfaffenhofen a.d.Ilm |

## Kfz-Kennzeichen
Am 1. Juli 1956 wurde dem Landkreis bei der Einführung der bis heute gültigen Kfz-Kennzeichen das Unterscheidungszeichen PAF zugewiesen. Es wird durchgängig bis heute ausgegeben.